# Dostoevskij (cràter)
Dostoevskij és un cràter d'impacte en el planeta Mercuri de 430,06 km de diàmetre. Porta el nom del novel·lista rus Fyodor Dostoyevsky (1821-1881), i el seu nom va ser aprovat per la Unió Astronòmica Internacional el 1979.